# 南昌青云谱机场
南昌青云谱机场，又名三家店机场，位于南昌市青云谱区。

## 历史
1933年9月4日筹建三家店机场。1934年8月1日征调29万民工开始施工。1934年12月20日筹建中意合作的南昌中央飞机制造厂。1935春启用时是中国当时最大的军用机场。1937年2月，南昌中央飞机制造厂建成投产。
二战时被日军破坏。抗战胜利后，西迁的飞机制造厂从重庆南川迁回南昌，随迁的还有中央航空研究院。
1952年11月第三次扩建，主跑道长1520米宽70米。后为江西洪都机械厂的厂用机场。1956年民航南昌航空站在三家店机场成立，一年后迁至向塘机场。1959年1月三家店机场主跑道延长至2400多米以起降喷气式飞机，更名为青云谱机场。2018年8月16日建成南昌瑶湖机场后，2018年8月31日青云谱机场关闭。2019年8月25日，洪都集团完成主体搬迁。